# Mariano Rosati (politico)
Mariano Rosati (Como, 12 dicembre 1879 – Como, 5 dicembre 1967) è stato un politico italiano, sindaco di Como dal 1908 al 1910 e dal 1914 al 1918, deputato dal 1919 al 1921 e senatore dal 1948 al 1953.

## Biografia
Allievo del Collegio Ghislieri di Pavia, divenne avvocato e fu Presidente dell'Ordine degli avvocati di Como.
Di estrazione liberale, fu tra i primi a cercare il dialogo con il mondo cattolico. Fu assessore a Castiglione d'Intelvi e poi a Como (dal 1904 al 1908); fu quindi eletto sindaco di Como per la prima volta nel 1908 per una coalizione tra conservatori e cattolici che durò fino al 1910, e poi nuovamente nel quadriennio 1914-1918, collaborando anche con Achille Grandi.
Presidente del Partito Liberale Italiano di Como, alle elezioni politiche italiane del 1919 fu eletto deputato nel collegio di Como-Sondrio; nel 1921 rinunciò a ripresentarsi e, dopo l'avvento del fascismo, aiutò diversi perseguitati politici.
Dopo il 25 luglio 1943 e la caduta del fascismo, fu nominato dal Comitato di Liberazione Nazionale commissario dell'amministrazione provinciale di Como; in questo incarico ebbe come collaboratore il futuro onorevole Gilberto Bosisio.
Non volle candidarsi alle elezioni dell'Assemblea Costituente, ma accettò poi, in occasione delle elezioni politiche del 1948, la candidatura al Senato della Repubblica come indipendente nelle liste della Democrazia Cristiana, sostenuto anche dal PLI; nel collegio di Como ottenne il 60,2% e fu quindi eletto senatore; si iscrisse inizialmente al Gruppo misto, ma nel 1949 si unì al gruppo della DC.
Ritiratosi dalla politica nel 1953, al termine della legislatura, morì quindi a Como il 5 dicembre 1967.